# Заслоново (Лепельський район)
Засло́ново (біл. Засло́нава) — селище у Лепельському районі Вітебської області Білорусі.
В селищі розташоване військове містечко.

## Заслонівський гарнізон
У селищі дислокувалися:
- 3-тя гвардійська танкова дивізія СРСР (в/ч 44181)

Дислоковані частини станом на 2017:
- 19-та окрема механізована бригада (Білорусь)